# Mathematikum
O Mathematikum é um museu, localizado em Gießen, Alemanha. Apresenta grande variedade de experimentos matemáticos, dos quais os visitantes são convidados a participar.
Foi aberto ao público em 19 de novembro de 2002.